# David Gibson-Watt
James David Gibson-Watt (11 września 1918, zm. 7 lutego 2002) – brytyjski polityk Partii Konserwatywnej.

## Życiorys
Wykształcenie odebrał w Eton College i w Trinity College w Cambridge. W latach 1939–1946 służył w Gwardii Walijskiej (Welsh Guards) i walczył w Afryce Północnej i we Włoszech. W 1943 r. został odznaczony Military Cross. Po wojnie zasiadał w Radzie Hrabstwa Radnor i był prezesem Livestock Export Council.
Bezskutecznie startował w wyborach do Izby Gmin w 1950 i 1951 r. z okręgu Brecon and Radnor. Do Parlamentu udało mu się dostać dopiero w lutym 1956 r. z okręgu Hereford. W Izbie Gmin zasiadał do września 1974 r. Był Lordem Komisarzem Skarbu w latach 1959–1961, speakerem opozycji w sprawach komunikacji w latach 1965–1970 i ministrem stanu w ministerstwie Walii w latach 1970–1974. W 1974 r. został członkiem Tajnej Rady. W latach 1976–1986 był Komisarzem Lasów, w latach 1980–1986 przewodniczącym Rady Trybunałów, a w latach 1975–1979 zasiadał w Radzie Zabytków Walijskich. W 1979 r. został dożywotnim parem jako baron Gibson-Watt.
Lord Gibson-Watt był również przewodniczącym Timber Growers United Kingdom w latach 1987–1990 i jego honorowym prezesem w latach 1993–1998, członkiem Królewskiego Towarzystwa Rolniczego oraz przewodniczącym Królewskiego Walijskiego Towarzystwa Rolniczego w 1976 r.
Baron zmarł w wieku 84 lat. Był dwukrotnie żonaty i miał syna i dwie córki.